# Svetopisemska konkordanca
Svetopisemska konkordanca je abecedni seznami vseh besed in besednih zvez biblije z izpisom celotnih povedi in z navedbo natančnega mesta, kjer so zapisane. Na primer za geslo Abadon je razlaga Raz 9,11 - Za kralja nad sabo so imele angela brezna: po hebrejsko mu je ime Abadon, kar je dobesedni citat povedi v knjigi Razodetja v poglavju 9,11. Podobno je geslo Bog z nami opremljeno z razlago Mt 1,23 - se bo imenoval Emanuel, to pomeni: Bog z nami, kar je dobesedni citat povedi v evangeliju po Mateju v poglavju 1,23.
Danes je sveto pismo na razpolago v elektronski obliki, kar daje možnost sistemskega preverjanja vseh gesel, zato se tiskane konkordance manj uporabljajo. Velika večina akademikov in študentov se poslužuje računalniških programov.

## V latinščini
Svetopisemske konkordance so uvedli dominikanci leta 1230 na podlagi Vulgate. Hughes de Saint-Cher, prior in poznejši kardinal, naj bi - po izročilu - sestavil prvo konkordanco s sodelovanjem kar 500 menihov. Delo je bilo v latinščini in namenjeno v glavnem pridigarjem za sklicevanje na svetopisemske izreke. Imenoval ga je Concordantiae Sacrorum Bibliorum ali Concordantiae S. Jacobi, s čimer je nameraval poudariti, da se razne knjige svetega pisma pomensko ujemajo. Tako se še danes vse podobna dela imenujejo konkordanca, kar dobesedno pomeni »ujemanje« ali »skladnost«. 
To prvo konkordanco so pozneje razni dominikanci večkrat izpopolnili, že leta 1250-52 na Angleškem, nato spet leta 1310 na Nemškem. Natisnjena je bila v letih 1470, 1475 in 1485. Ivan Stojković (Johannes Stoyci de Corvatia), dubrovniški dominikanec, je delo začel izpopolnjevati (1435) z vnosom nepregibnih besednih vrst, ki jih je štel za neobhodno potrebne pri razumevanju besedila. Popravke so po njegovi smrti dokončno izdelali njegovi sobratje in so bili priloženi konkordanci, ki je izšla v Baslu leta 1496. Ta je bila večkrat ponatisnjena in je bila podlaga za izpopolnjeno izdajo, ki jo je pripravil leta 1555 Robert Estienne in ki ima že skoraj današnjo obliko. Vsebuje namreč tudi lastna imena, vključuje nepregibne besedne vrste v splošni abecedni vrstni red, predvsem pa podaja za vsako geslo natančno oznako vrstice in poglavja. Po tej izdaji so se zgledovale vse poznejše konkordance, tudi bolj specifične ali samo delne.

## V hebrejščini
Prvo hebrejsko konkordanco (Meïr Netib) je sestavil Isaac Nathan ben Kalonymus med letoma 1438 in 1448, a je bila natisnjena šele leta 1523 v Benetkah. Več popravkov je vnesel frančiškanski menih Mario di Calasio, čigar delo je izšlo v štirih knjigah (1621-22). Obe izdaji sta bili večkrat ponatisnjeni, medtem ko je druga hebrejska konkordanca iz iste dobe, ki jo je sestavil Elias Levita in ki je baje popolnejša od Nathanove, ostala v rokopisu.
Ta dela razporejajo gesla po pravilih hebrejščine in se opirajo na hebrejske prevode svetega pisma. Naslednje izdaje (1632, 1647) so pisci Buxtorf (oče, sin in vnuk) izpopolnili z upoštevanjem slovničnih pravil in z dodatkom manjkajočih gesel, pa tudi s priloženim seznamom vseh aramejskih besed hebrejske biblije. Delo je leta 1840 obogatil Julius Fürst s popravki in razlago v latinščini, vendar je opustil lastna imena, zaimke in nepregibne besedne vrste; razen tega seznam vsebuje veliko napak. Popolno konkordanco je sestavil Salomon Mandelkern (Leipzig 1896) s popravki prejšnjih izdaj in dodatkom vseh manjkajočih besed.
Najnovejšo hebrejsko konkordanco je sestavil Avraham Even-Shoshan leta 1977.

## V angleščini
Prvo angleško konkordanco je leta 1535 sestavil Thomas Gybson za Novo zavezo, leta 1550 pa John Marbecke za celotno biblijo. Najbolj znana je konkordanca, ki jo je sestavil Alexander Cruden in je bila prvič objavljena leta 1738. Čeprav je bila velikokrat ponatisnjena, ni popolna, saj je večina lastnih imen prezrta. Boljše so konkordance biblije kralja Jakoba, ki so jih spisali R. Young (Edinburg 1879-84), J.A. Thoms (London 1884), Walker (Boston 1894) in J. Strong (Cincinnati 1890). Konkordanco na osnovi prevoda katoliške biblije je sestavil T.D. Williams leta 1942.
Omenjeni James Strong je uvedel način katalogiranja (Strongova števila), ki omogoča prevode v razne jezike preko grških in hebrejskih originalov. S tem postopkom je na primer nastala ruska konkordanca Novaja učebnaja biblija Tompsona, ki je izšla leta 2010 v Sankt Peterburgu.

## V slovenščini
V slovenskem jeziku je France Rozman sestavil delo z naslovom Konkordanca Nove zaveze, ki ga je izdala DZS, Ljubljana, leta 1997, ISBN 86-341-1362-0.